# ATP Praga 1999 - Qualificazioni doppio
Le qualificazioni del doppio  dell'ATP Praga 1999 sono state un torneo di tennis preliminare per accedere alla fase finale della manifestazione. I vincitori dell'ultimo turno sono entrati di diritto nel tabellone principale. In caso di ritiro di uno o più giocatori aventi diritto a questi sono subentrati i lucky loser, ossia i giocatori che hanno perso nell'ultimo turno ma che avevano una classifica più alta rispetto agli altri partecipanti che avevano comunque perso nel turno finale.
Le qualificazioni del doppio del torneo ATP Praga 1999 prevedevano 4 coppie partecipanti di cui una è entrata nel tabellone principale.

## Teste di serie
1. Tomáš Anzari /  Tomáš Cibulec (ultimo turno)

1. Tuomas Ketola /  Petr Pála (Qualificati)

## Qualificati
1. Tuomas Ketola  /   Petr Pála

## Tabellone

### Legenda
| - Q = Qualificato - WC = Wild card - LL = Lucky loser | - ALT = Alternate - SE = Special Exempt - PR = Protected Ranking | - w/o = Walkover - r = Ritirato - d = Squalificato |

|  | Primo turno | Primo turno                          | Primo turno                          | Primo turno | Primo turno |  |  | Ultimo turno | Ultimo turno               | Ultimo turno | Ultimo turno | Ultimo turno |  |
|  |             |                                      |                                      |             |             |  |  |              |                            |              |              |              |  |
|  | 1           | Tomáš Anzari Tomáš Cibulec           | 5                                    | 7           | 7           |  |  |              |                            |              |              |              |  |
|  |             | Leoš Friedl Ota Fukárek              | 7                                    | 6           | 5           |  |  | 1            | Tomáš Anzari Tomáš Cibulec | 7            | 2            | 4            |  |
|  | 2           | Tuomas Ketola Petr Pála              | Tuomas Ketola Petr Pála              | 6           | 7           |  |  | 2            | Tuomas Ketola Petr Pála    | 6            | 6            | 6            |  |
|  |             | Ladislav Chramosta Jaroslav Levinský | Ladislav Chramosta Jaroslav Levinský | 4           | 6           |  |  |              |                            |              |              |              |  |